# Africa Bottling Company Lda
Africa Bottling Company Lda., conhecida também por ABC Nova Cicer, é uma fábrica de cerveja e outras bebidas, fundada no ano de 1973 em Bissau, capital da Guiné-Bissau.

## História
Fou fundada pelo empresário português Cardoso e Cunha sobre o nome de CICER - Companhia Industrial de Cervejas e Refrigerantes, logo após a independência da Guiné-Bissau declarada unilateralmente em 1973. Ficou como a única fábrica de bebidas no país, fornecendo ao mercado interno a cerveja Pampa, refrigerantes e água.
Em 2001, o dono fechou a fábrica. Foi adquirida por 2 milhões de dólares pela empresa marroquina Africa Bottling Co. em 2006. Depois de obras de renovação, a fábrica começou a funcionar no ano de 2007, vendendo desde então cerveja, sumos, refrigerantes, leite e iogurtes.

## Produtos
- Cerveja Pampa de 5,1 % alcoól
- Água mineral
- Refrigerantes
- Sumos
- Iogurte
- Leite